# Massimiliano Mannino
Massimiliano Mannino (Roma, 6 giugno 1970) è un allenatore di calcio a 5 ed ex giocatore di calcio a 5 italiano.

## Carriera

### Giocatore
Di ruolo difensore, ha collezionato 42 presenze e 10 reti in nazionale, come massimo riconoscimento in carriera ha la partecipazione con la Nazionale maschile di calcio a 5 dell'Italia al FIFA Futsal World Championship 1996 in Spagna dove la nazionale è giunta al secondo turno, eliminata nel girone comprendente Spagna, Russia e Belgio. A livello di club, ha trascorso l'intera carriera in società romane, eccetto una breve esperienza nel Bellona. Con la BNL Roma ha vinto tre scudetti consecutivi e un'European Champions Tournament.

### Allenatore

#### Le prime esperienze
Durante le ultime stagione da calcettista, Mannino svolge il doppio ruolo di giocatore-allenatore nel Real Fiumicino in Serie C1 e quindi, alcuni anni più tardi, nel Palestrina in Serie A2. Al debutto nella seconda serie la formazione arancioverde centra la salvezza all'ultima giornata grazie alla vittoria contro la corazzata Cogianco. La stagione successiva la squadra giunge ultima nel proprio girone, retrocedendo in Serie B. Nella stagione 2013-14 Mannino riparte dalla Serie B, guidando L'Acquedotto al quarto posto nel proprio girone e quindi fino al penultimo turno dei play-off.

#### Lazio
Durante l'estate seguente Daniele Chilelli, presidente de L'Acquedotto, acquista la Lazio, proponendo al tecnico la panchina della prima squadra. Per tre stagioni Mannino guiderà i biancocelesti nella massima serie. Durante la prima, l'allenatore raccoglie le maggiori soddisfazioni sportive da allenatore, riuscendo a qualificare la squadra sia ai play-off scudetto sia alla final eight di Coppa Italia. L'anno seguente, complice anche il ridimensionamento della società, la Lazio chiude il campionato al penultimo posto e, sconfitta nei play-out dal Napoli, retrocede in Serie A2. Grazie a un ripescaggio, la società disputa anche l'anno seguente la massima serie, centrando la salvezza con un turno di anticipo.

#### Latina e Rieti
Nella stagione 2017-18 è nominato allenatore dell'ambizioso Latina. Dopo un discreto inizio, la squadra pontina infila una serie di sconfitte che la allontanano dalla zona play-off, mettendo a rischio la permanenza stessa nella massima serie. Il 14 gennaio la società esonera l'allenatore, giunto alla sesta sconfitta consecutiva. Nella stagione successiva è chiamato a sostituire Massimiliano Bellarte sulla panchina del Real Rieti. L'esperienza con i sabini è tuttavia di brevissima durata: dopo appena due partite, Mannino viene esonerato e sostituito David Festuccia.

## Palmarès

### Giocatore

#### Competizioni nazionali
- Campionato italiano: 3

BNL Roma: 1994-95, 1995-96, 1996-97

#### Competizioni internazionali
- European Champions Tournament: 1

BNL Roma: 1995-1996